# الی اوکوبو
الی اوکوبو (انگلیسی: Élie Okobo؛ زادهٔ ۲۳ اکتبر ۱۹۹۷) بازیکن بسکتبال اهل فرانسه است.
از باشگاه‌هایی که در آن بازی کرده‌است می‌توان به فینیکس سانز اشاره کرد.
وی در مسابقات کشوری و بین‌المللی در مجموع برندهٔ ۱ مدال نقره، ۱ مدال برنز شده‌است.